# 周興立
周興立，台灣台中市人，校園民歌的詞曲創作者。在民歌運動之前就開始創作歌曲，故有時被稱為「校園民歌先鋒」。著名的作品包括〈盼〉、〈紛紛飄墜的音符〉等。

## 生平

### 校園民歌風潮興起前的校園民歌
周興立家族世居於台中，周父是前台中市議員周賜斌。周從小喜歡唱歌及彈吉他。在當時的國立中興大學法商學院（後升格為國立臺北大學）社會系就讀期間，大學一年級時考進中廣合唱團擔任男高音，又擔任中興大學法商學院合唱團團長、崑曲社社長。
1972年，周興立開始寫作詞曲。當時創作的緣由，常常是大家遊山玩水，唱遍了各類歌曲，抬頭看到陽光、走到小河邊看到魚，發現還沒有人做過相關的歌曲可唱，就開始創新歌。其初試啼聲之作為〈我在小河邊〉。這些歌曲被編成可以放進口袋的小歌本，又經警察電台「平安夜」節目之推介，開始流傳於校園、礦、廠及救國團舉辦之野營活動中，在救國團活動中被用作團康歌。起初已有唱片公司跟周接洽，但當時校園民歌的風潮還未興起，因此周就沒有很在意。

### 被引介入校園民歌市場
1976年底周前往美國留學。旅美期間，經常應邀參加各項愛國活動演出，演唱臺灣民間古調。1979年暑期返國，經師友慫恿，並獲汪精輝教授之推介，於臺北實踐堂舉行作品發表會。發表會當天，很多民歌餐廳的老闆，還有正在籌備第一張專輯的歌手潘安邦本人都來到了現場。當時已是電視台歌星的潘原本只覺得周是無名小卒，聽過之後被周的創作及現場的大合唱震撼。於是，周創作的〈盼〉、〈紛紛飄墜的音符〉、〈想你〉等三首歌曲收錄在潘安邦在海山唱片發行的第一張專輯《外婆的澎湖灣》中。
潘安邦後續推出的專輯中也收錄了數首來自周興立的創作，包括〈甜美的夢〉（原名〈兩個夢〉）、〈盼與寄〉（由蔡琴與潘安邦合唱）、〈歸人〉、〈母親的眼淚〉等。周興立的歌曲又隨著名歌星劉文正的翻唱，以及改革開放後最早進入中國大陸的香港歌手張明敏的翻唱，流傳到中國大陸。
雖然周興立的歌曲已經成為廣為傳唱的校園民歌，但他本人一直在美國，只是透過電話及傳真把新歌傳回台灣，並沒有親身參與在台灣的校園民歌風潮。唱片公司曾經邀請他回來台灣加入唱片業，周也曾經心動，但考慮後還是選擇在美國完成學業成為老師。
周興立所創作的校園民歌〈盼〉曾被選入台灣的音樂教科書中，〈紛紛飄墜的音符〉據說也曾經被選入中國大陸的小學音樂教材。

### 後續發展
周興立在美國紐約哥倫比亞大學取得藝術碩士、教育碩士、教育博士學位。後於紐約擔任才藝學校立人學苑校長，任教於紐約市立大學曼哈頓社區學院、福坦莫大學，以及法拉盛市政廳藝術文化協會，教授亞裔移民史及中華文化方面的課程。近年來有一些音樂方面的活動。曾參加佛光山作曲大賽獲佳作。2014年發行了個人的音樂專輯《望》。2016年，在紐約法拉盛舉辦「校園民歌風華絕代」音樂會，邀集了歌手邰肇玫、謝宇威等人演出。

## 創作風格
與周合作最多的歌手潘安邦曾說：「校園歌曲中，『周派』帶有一點聖歌的味道，好像在教堂裡面，唱得很歡喜、很喜悅、平靜的感覺。」

## 作品

### 曾被歌手灌錄成唱片發行的作品
- 〈盼〉（收錄於潘安邦1979年的第一張專輯《外婆的澎湖灣》）
- 〈紛紛飄墜的音符〉（收錄於潘安邦1979年的第一張專輯《外婆的澎湖灣》。劉文正的翻唱收錄於1980年的專輯《阿美！阿美！》）
- 〈想你〉（收錄於潘安邦1979年的第一張專輯《外婆的澎湖灣》）
- 〈甜美的夢〉（原名〈兩個夢〉）[d]（收錄於潘安邦1980年的第二張專輯《年輕人的心聲》）
- 〈盼與寄〉（由蔡琴與潘安邦合唱，收錄於1981年的潘安邦第四張專輯《回家》以及蔡琴第三張專輯《你的眼神》）
- 〈歸人〉（收錄於潘安邦1981年的第四張專輯《回家》。張明敏的翻唱收錄於1982年的專輯《中华民族》[17]）
- 〈母親的眼淚〉（收錄於潘安邦1984年的專輯《畫歌吟》）
- 〈雨水弄濕了我的鞋〉（收錄於潘安邦1984年的專輯《畫歌吟》）

### 其他發行過的作品
- 收錄於《嚕啦啦自強活動團康歌選》（亞洲唱片，1990年，共六集）的歌曲：[9][2][f]
  - 〈兩個夢〉（第四集）
  - 〈風信〉（第四集）
- 收錄於周興立個人音樂專輯《望》（種子音樂，2014年）的歌曲有：〈小蝌蚪〉、〈我在小河邊〉、〈星星的家〉、〈流淚的小蠟燭〉、〈彩虹橋〉、〈心聲〉、〈南風告訴你什麼〉、〈雨呀！輕輕的下〉、〈我問你愛情怎麼量〉、〈叮嚀〉等十首。[18]

## 註解
1. 1 2  1975年，楊弦和胡德夫在台北中山堂演唱以余光中的《鄉愁四韻》等現代詩譜曲的作品，被視為是台灣現代民歌發展的開始。1977年，新格唱片開始主辦第一屆金韻獎。
2. ↑  小歌本記載為詞曲作者為周興立的作品，有時也被記載為佚名。某些流傳的小歌本歌曲真正的作者似未能詳查。[8]
3. ↑  唱片A面第一首歌是周興立創作的〈盼〉，而葉佳修創作的〈外婆的澎湖灣〉是唱片B面的第一首歌。在唱片封套上刊載了周興立的生平簡介。[6]不過因為周興立創作的歌曲都是流傳已久的舊歌，所以相較於新歌來說就不是那麼轟動。[5]
4. 1 2  更名原因是因為當年送新聞局審查未過，原因是：一個人不能有「兩個夢」，只能對「一個夢」專心一致。其實這首歌談的是單戀與失戀，用「甜美的夢」其實有諷刺之意。[11]
5. ↑  根據新聞報導及潘安邦在訪談中所說。具體是哪個版本的教科書待考
6. ↑  另有一首〈星夜的呢喃〉，在某些歌本中記載詞曲者為周興立，但大多數歌本均記載為佚名。曲調的源流可能是來自於紐西蘭的歌曲。[8]